# Lianodiplosis fimbriata
Lianodiplosis fimbriata är en tvåvingeart som beskrevs av Fedotova 2006. Lianodiplosis fimbriata ingår i släktet Lianodiplosis och familjen gallmyggor. Inga underarter finns listade i Catalogue of Life.